# Alexandre de Browne de Tiège
Alexandre Jean Marie Antoine Hubert de Browne de Tiège (Berchem, 26 december 1841 - Beveren-Waas, 5 juni 1910) was een Belgisch industrieel en volksvertegenwoordiger.

## Biografie
De Browne de Tiège was een achterkleinzoon van Egidius van Trier de Tiège. Hij studeerde bij de jezuïeten in Aalst en Antwerpen en bij de jozefieten in Geraardsbergen.
Hij trouwde in 1870 in Herentals met Gabrielle Le Paige (1849-1940). Ze kregen twee dochters. Hij had enkele broers, waaronder Constant de Browne de Tiège, bankier in Antwerpen. 
Hij heeft zijn ganse leven lang vennootschappen opgericht en geleid, zowel in België en Congo, als in China en Amerika. In 1881 stichtte hij de Caisse hypothécaire anversoise, en was er de eerste afgevaardigde bestuurder van tot in 1889. Tot aan zijn dood was hij de voorzitter van de Société anversoise du commerce au Congo. Hij was de voorzitter van de Société générale africaine, stichter en bestuurder van de Société internationale forestière et minière du Congo, genaamd Forminière.
Hij was beheerder bij de:
- Société hypothécaire belgo-américaine,
- Société minoteries et élévateurs à grains in Buenos Aires,
- Société belge de crédit maritime in Antwerpen,
- Société de La Guinéenne in Antwerpen,
- Société Le Titan anversois,
- Anglo-Belgian India Rubber Company.

Hij was een van de eerder weinig talrijke financiers die de grote risico's aandurfde die de activiteiten van koning Leopold II in Afrika kenmerkten.
In 1890 had De Browne, die uit Ierland kwam, de Belgische nationaliteit verworven. Hij was al bijna zestig toen hij in 1900 verkozen werd tot volksvertegenwoordiger. Hij bekleedde dit mandaat tot in 1904 voor de Katholieke Partij voor het arrondissement Sint-Niklaas.
Een De Brownestraat herinnert aan hem in Beveren-Waas.